# Salix myrtoides
Salix myrtoides är en videväxtart som beskrevs av Döll. Salix myrtoides ingår i släktet viden, och familjen videväxter. Inga underarter finns listade i Catalogue of Life.